# ベラルーシ＝リトアニア国境

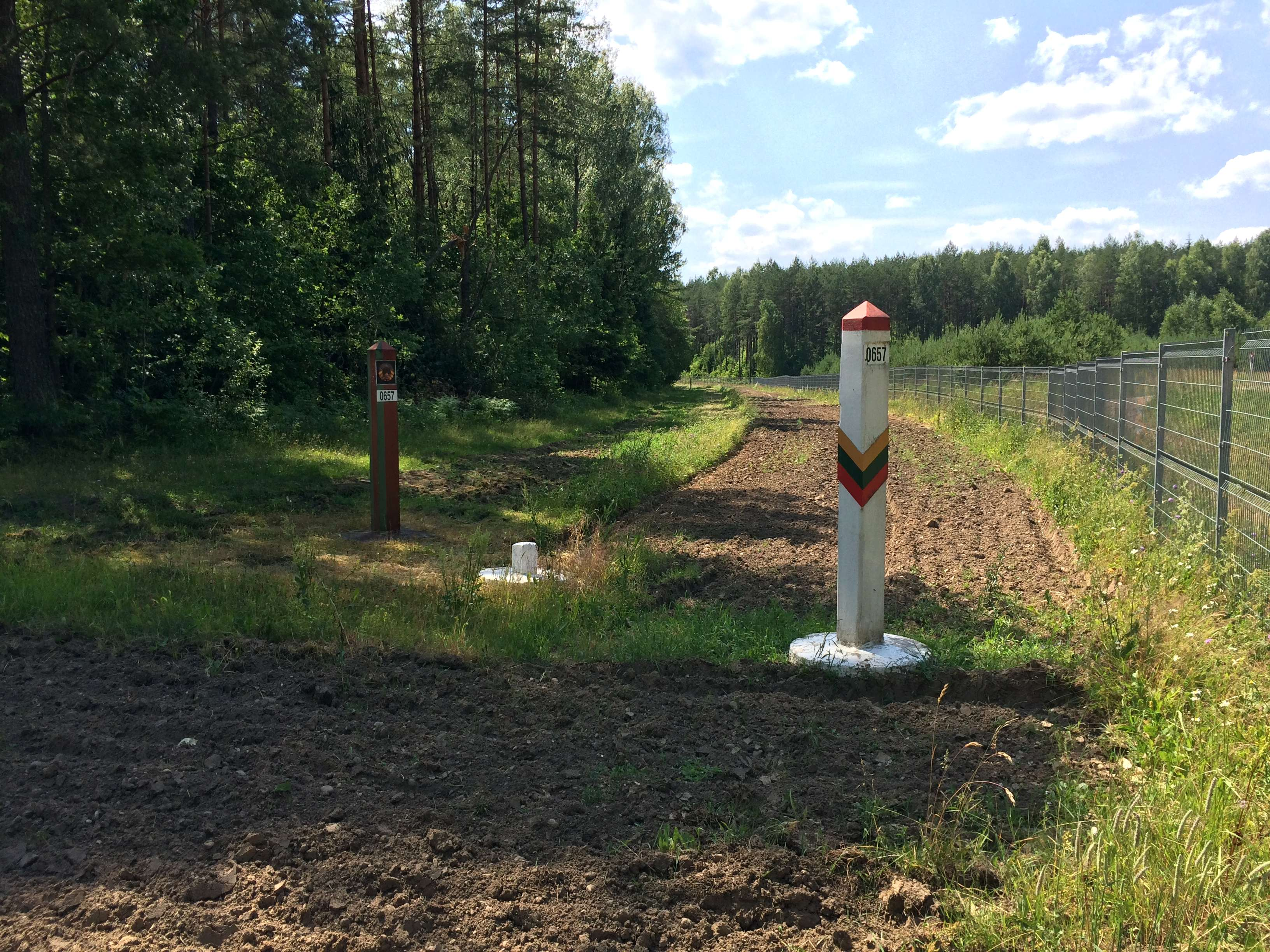
リトアニア側から見た国境標識とフェンス

ベラルーシ=リトアニア国境は、ベラルーシ共和国とリトアニア共和国の国境であり、総延長は678.8kmである。この国境はEU国境かつCIS (独立国家共同体) の西方国境でもある。国境延長のうち379.9kmは地上にあり、298.9kmは河川や湖沼といった水上にある。
2022年8月には、リトアニアが不法移民防止のための新たな国境フェンス建設を完成させた。また2023年1月18日にはリトアニアによって、ベラルーシとの間で16年前に締結された越境協力原則が破棄された。
2023年7月以降にはロシアによるウクライナ侵攻に関連して民間軍事会社ワグネルの兵士がベラルーシ側国境にて目撃されたとの報道があり、当該国境での緊張が高まっている。